# Frères chrétiens
ne pas confondre avec les frères des écoles chrétiennes et les Frères de l'instruction chrétienne de Ploërmel
Les Frères chrétiens (en latin : Congregatio Fratrum Christianorum) forment une congrégation laïque masculine de droit pontifical. L'ordre est au cœur de multiples scandales et procès à travers le monde pour abus sexuels sur mineurs.

## Historique
Edmond Ignace Rice, à la suite de son veuvage, décide de se consacrer à l'éducation de la jeunesse pauvre à l'exemple de Nano Nagle (1718-1784) qui en 1778 avait fondé les sœurs de la Présentation pour l'éducation et les soins des jeunes filles. Ce n'est pas chose facile car l'Irlande est encore sous les lois pénales qui considèrent l'enseignement de la religion catholique comme un acte subversif contre l'union du Royaume-anglo-irlandais.
Il ouvre une école dans une grange désaffectée et de nombreux garçons y affluent. Attirés par son exemple, d'autres enseignants se joignent à lui, Edmond Rice aménage pour sa communauté le monastère du mont Sion à Waterford qui est inauguré par l'évêque du lieu en 1803, même cet acte était considérée par la loi comme une initiative subversive. Edmond Rice établit d'autres écoles à Carrick-on-Suir en 1806, une autre en 1807 à Dungarvan, puis Cork. Le 15 août 1808, Edmond Rice et sept frères font profession religieuse avec des constitutions reconnues officiellement par Thomas Hussey (en), évêque de Waterford et inspirées de la règle des sœurs de la Présentation.
En 1817, Edmond Rice rencontre les frères des écoles chrétiennes fondés par saint Jean-Baptiste de La Salle (1651-1719) et demande au Saint-Siège d'approuver une règle similaire pour son institut. Une lettre d'approbation est accordée par le pape Pie VII le 5 septembre 1820. La plupart des frères adoptent la règle des frères des Écoles chrétiennes et changent de nom en prenant celui de frères chrétiens et choisissent Edmond Rice pour supérieur général. Certains frères préfèrent rester sous la règle primitive et restent avec le nom initial de frères de la Présentation en formant une branche distincte.
L'institut continue à essaimer à travers les principales villes irlandaises comme Dublin (1812 & 1818), mais aussi à Liverpool ou Londres. En 1868, quatre frères sont envoyés en Australie. La communauté grandit jusqu'à gérer cinquante établissements, écoles, collèges, orphelinats. C'est ensuite Terre-Neuve en 1875, c'est également la même année que Notre-Dame du Perpétuel Secours est prise comme patronne à la suite d'une rencontre avec des rédemptoristes à Rome. Les fondations continuent avec Gibraltar en 1878, les Indes en 1886, l'Italie en 1900, à la demande de Léon XIII par l'intermédiaire du cardinal Domenico Maria Jacobini. En 1906, une fondation est faite à New York, la première aux États-Unis en suivant les vagues de migrations irlandaises.

## Activités et diffusion
Les frères se consacrent à l'éducation de la jeunesse. 
Ils sont présents en :
- Europe : Irlande, Angleterre, Suisse, Italie.
- Amérique : Canada, États-Unis, Dominique, Argentine, Pérou, Bolivie, Paraguay.
- Afrique : Ghana, Kenya, Liberia, Namibie, Sierra Leone, Soudan du Sud, Tanzanie, Zambie, Zimbabwe.
- Asie : Australie, Inde, Nouvelle-Zélande, Philippines, Papouasie-Nouvelle-Guinée, Timor oriental.

Selon l'annuaire pontifical de 2005, La congrégation comptait 1 337 religieux dans 349 maisons.

## Abus sexuels

### Angleterre
En décembre 2012, l'école Christian Brothers St Ambrose College (en), à Altrincham, est impliquée dans une affaire d'abus sexuels sur des enfants. Un ancien enseignant laïc, Alan Morris, est reconnu coupable de dix-neuf chefs d'agression sexuelle survenus entre 1972 et 1991.

### Australie
Au cours des années 1970, il y a de premières allégations d'abus sexuels au sein du campus junior du Collège Saint-Patrick (en) et de l'école primaire St Alipius à Ballarat. Après enquête, les frères Robert Best, Edward Dowlan et Stephen Francis Farrell sont reconnus coupables de crimes sexuels. Dowlan et Best sont ensuite alors transférés sur le campus senior et ont continué leurs abus.
Quatre des frères de l'école et leur aumônier, Gerald Ridsdale, sont accusés d'avoir agressé sexuellement des enfants - tous sauf un, mort avant que des accusations ne puissent être portées, ont été condamnés,.
- Robert Best a été reconnu coupable, après avoir plaidé coupable, de plus de 40 délits sexuels sur des enfants, dont certains n'avaient que huit ans. Robert Best a été condamné à quatorze ans et neuf mois de prison le 8 août 2011[11] ;
- Edward Dowlan plaide coupable de 33 chefs d'accusation d'attentat à la pudeur contre des garçons de moins de 16 ans et à un chef d'indécence grossière entre 1971 et 1986[12]. Le juge a conclu qu'il avait attaqué des garçons vulnérables dès l'âge de huit ans sur une période de 14 ans dans six écoles différentes à partir de la première année où il est devenu un frère chrétien en 1971. Dowlan a été emprisonné deux fois, d'abord en 1996 pour six ans et demi, puis à nouveau en 2015[13] ;
- Gerald Ridsdale est  reconnu coupable d'abus sexuels sur des enfants et d'attentats à la pudeur envers au moins 70 enfants, certains âgés d'à peine quatre ans sur une période allant des années 1960 aux années 1980.

### Canada
L’orphelinat du Mount Cashel situé à Saint-Jean de Terre-Neuve au Canada, géré par les Frères chrétiens a été le lieu de sévices moraux, physiques et sexuels à l'égard des enfants pensionnaires de l'établissement.

### Écosse
En 2016, deux anciens frères chrétiens sont incarcérés pour abus sexuels et physiques. John Farrell, l'ancien directeur de St Ninian's Falkland, est condamné à cinq ans de prison et Paul Kelly à dix ans.
En 2021, la commission d'enquête Scottish Child Abuse Inquiry (en) publie un rapport sur le pensionnat de St. Ninians qui avait été dirigé par les Frères chrétiens de 1953 à la fermeture de l'école en 1983. Les Frères chrétiens ont pu « poursuivre leurs pratiques abusives en toute impunité » et les preuves contre eux étaient « choquantes et affligeantes ». Les enfants pris en charge ont subi des abus sexuels, physiques et émotionnels. Michael Madigan, un représentant des Frères chrétiens, a déclaré que la congrégation avait reconnu avec « le plus profond regret » que des enfants avaient été maltraités.

### États-Unis
En 1998, Robert Brouillette, un membre de la Congrégation des Frères chrétiens, est arrêté pour sollicitation indécente sur mineur. Il est reconnu coupable en mars 2000 de 10 chefs d'accusation liés à la pornographie juvénile.

### Irlande
Au cours de la dernière partie du XXe siècle, les châtiments corporels étaient fréquents et brutaux à l'Artane Industrial School (en), dirigée par des frères chrétiens. Le personnel d'Artane comprenait un certain nombre de Frères qui avaient été avertis pour avoir « embrassé et caressé » des garçons.
En 2003, la Commission d'enquête sur la maltraitance des enfants (en) constate qu'Artane manquait de personnel par un petit nombre de frères largement inexpérimentés et non formés.
En 2008, la congrégation publie une déclaration disant que « les Frères chrétiens acceptent, avec honte, les conclusions de la Commission d'enquête sur la maltraitance des enfants [...] La congrégation est profondément désolée pour le mal que nous avons causé - non seulement pour les erreurs du passé, mais pour l'insuffisance de nos réponses ces dernières années. ».